# 柴崎友香
柴崎友香（しばさき ともか，1973年10月20日—），日本小說家。

## 生涯
柴崎友香出生於大阪府大阪市大正區，大阪府立市岡高中，大阪府立大學綜合科學部國際文化學科，人文地理學科畢業。母親來自廣島縣吳市，祖父在廣島市原子彈爆炸圓頂附近的一家酒店擔任廚師，隨後搬遷到吳市及大阪。 
小學四年級的日語課本中“让·谷克多的詩《肥皂泡》啟發柴崎友香創作小說。”，從高中時代開始寫小說。
1998年，她憑藉《Talking About Me》入圍第35屆文藝獎。 1999年，短篇小說《紅、黃、橙、橙、藍》發表於《文藝別冊 J文学ブック・チャートBEST200》，以作家身份出道。
2004年，《日出前向青春告別》被改編成電影，由田中麗奈、妻夫木聰主演，行定勳導演。 2006年憑藉《その街の今は》獲得第24屆咲くやこの花賞和第23屆織田作之助獎大獎。 2007年以《その街の今は》入圍第136屆芥川龍之介獎，獲得第57屆藝術選獎文部科学大臣新人獎。同年，以《また会う日まで》入圍第20屆三島由紀夫獎，憑藉《主題曲》入圍第137屆芥川龍之介獎。
2010年，憑藉《ハルツームにわたしはいない》入圍第143屆芥川龍之介獎，以《睡著也好醒來也罷》獲得第32屆野間文藝新人獎。2014年，以《春之庭》獲得第151屆芥川龍之介獎。
2018年，《睡著也好醒來也罷》由導演濱口龍介改拍成電影，東出昌大主演。

## 外部連結
- 小説家：柴崎友香オフィシャルサイト
- 柴崎友香的X（前Twitter）
- 長嶋有との対談 （页面存档备份，存于）
- 作家の読書道：第91回 柴崎友香さん （页面存档备份，存于）
- WEBエッセイ「小さな覗き窓」（集英社WEB文芸RENZABURO） （页面存档备份，存于）
- ブックショート 柴崎友香さんインタビュー （页面存档备份，存于）